# Sphenoptera adelphina
Sphenoptera adelphina es una especie de escarabajo del género Sphenoptera, familia Buprestidae. Fue descrita científicamente por Thomson en 1878.

## Distribución
Habita en la región afrotropical.